# Winx Club
Winx Club este un serial animat creat de italianul Iginio Straffi co-produs de Rainbow SpA și mai târziu de Nickelodeon. A avut premiera pe 28 ianuarie 2004, devenind un succes de rating în Italia și pe rețelele Nickelodeon internaționale. Serialul este amplasat într-un univers magic care este populat de zâne, vrăjitoare și alte creaturi mitice. Personajul principal este o fată pe nume Bloom, care se înrolează în Colegiul Alfea să se antreneze și să își perfecționeze abilitățile. Serialul utilizează un format de serial cu o poveste în curs de desfășurare.
În România, a fost difuzată din 2005 pe TVR 2 și mai târziu în 2006 este difuzat pe Jetix, iar din 2011 se difuzează pe canalul Nickelodeon.
Transformările au fost inspirate din serialul anime Sailor Moon și Alfea s-a bazat pe Hogwarts din saga Harry Potter.

## Povestea

### Sezonul 1
Povestea este despre o fată normală, Bloom în vârstă de 16 ani. Ea locuiește pe Pământ, în orașul Gardenia cu părinții ei, Vanessa și Mike. Bloom trăiește o viață obișnuită până într-o zi când o întâlnește pe Stella, zâna Soarelui Strălucitor, prințesa de pe Solaria. Văzând că are nevoie de ajutor, Bloom îi sare în ajutor și atunci își descoperă pentru prima dată puterile magice. Stella îi povestește de Alfea și o convinge pe Bloom să vină cu ea să studieze la Alfea, pentru a deveni o zână adevărată.
La Alfea, Bloom formează un grup numit Winx Club. Membrele grupului sunt ea și Stella dar, și colegele lor de cameră: Flora, Musa și Tecna. Alături de ele, Bloom va trece prin multe încercări și misiuni. Mai târziu grupului lor se vor alătura și Specialiștii, un grup de elevi care studiază la Fântână Roșie. Tot în Magix, Bloom și ceilalți își vor face și primii dușmani, trei vrăjitoare numite Trix. Vrăjitoarele: Icy, Stormy și Darcy, care studiază la Turnul norilor, sunt în căutarea celei mai puternice surse de magie din Dimensiunea Magică, Flacăra Dragonului de Foc. Astfel în cursul căutărilor și a bătăilor purtate împotriva vrăjitoarelor, Bloom va descoperi mai multe despre identitatea ei și de unde posedă ea puterile magice. În ajutorul clubului se vor alătura și profesorii fetelor: directoare Faragonda, profesorul Palladium etc.

### Sezonul 2
Winx se reîntorc la Alfea pentru cel de al doilea lor an de studiu. În acest nou sezon grupul va primi o nouă membră, Layla, zâna valurilor și Prințesa de pe Andros. Winx se vor alătura Laylei în misiunea de a le elibera pe zânișoare, prietenele Laylei, care sunt ținute ostatice de Lordul Darkar, noul inamic al lui Winx. Lordul Darkar, supranumit „Fenix-ul Întunecat” este pe urmele obținerii unei puterii uriașe, localizată în dimensiunea Realix. Însă pentru a putea deschide portalul către Realix, el trebuie să găsească cele patru bucății ale Codex-ului. Una dintre acestea se află în Satul Zânișoarelor, de aceea acesta le ține ostatice.
Între timp Lordul Darkar se aliază cu Trix și pornesc în căutarea Codexului. La Alfea, Winx învață că pentru al învinge pe Darkar trebuie să obțină o nouă transformare, Charmix. Un nou profesor se alătură la Alfea, numit profesorul Avalon, care nu pare ceea ce a fi pentru că acesta este doar unul dintre servitorii lui Darkar. Acesta o capturează pe Bloom, deoarece Darkar are nevoie de puterile lui Bloom pentru a obține celelalte bucății ale Codexului și pentru a deschide portalul către Realix. Astfel Bloom devine „Întunecata Bloom”, iar misiunea de-al opri pe Darkar pare imposibilă. Însă datorită mărturisirii făcute de Sky, Bloom revine la normal, și cu toți împreună îl înfrâng pe Darkar și salvează dimensiunea Magică din nou. La sfârșit Winx sunt la Alfea unde petrec.

### Sezonul 3
Winx se reîntorc la școală pentru ultimul an de studiu la Colegiul Alfea pentru zâne. Totul pare să meargă bine până când Trix îl trezesc pe Valtor din ghețarul în care acesta era închis. Valtor, noul lor inamic, este un vrăjitor care plănuiește să cucerească toată dimensiunea magică. El se aliază cu Trix și vor lupta împotriva Clubului Winx și a Specialiștilor. Însă pentru a-l învinge pe Valtor, Winx trebuie să-și obțină o nouă transformare Enchantix: ultimul stadiu pentru a ajunge o zână complet. Din păcate eforturile lor nu sunt de ajuns. Mai multe ele vor trebuie să călătorească în altă dimensiune în ordinea de a găsi un artefact important și necesar: Apa Stelelor.
Povestea acestui sezon pare să se concentreze mai mult pe protagonista seriei, Bloom, care va afla de legătura sa cu Valtor și ce rol a jucat acesta în viața acesteia. Lucruri noi și dureroase vor fi scoase la iveală printre care și soarta părinților lui Bloom. Dar de-a lungul acestei noi aventurii Bloom le are alături pe credincioasele ei prietene și pe curajoși Specialiști. Totodată vom afla mai multe despre Layla și planeta ei de origine Andros, care este locul în care Valtor a fost ținut prizonier: Dimensiunea Omega, dar și despre Stella, prințesa Solariei și familia acesteia.

### Winx Club I: Secretul regatului pierdut
Cu Valtor înfrânt și Dimensiunea Magică sigură momentan, Bloom și prietenii ei încep căutarea părinților ei, Regelui Oritel și Reginei Marion de Domino. Fetele îl vor căuta pe Hagen, un bun prieten al regelui care a forjat spada sa (și care se va dovedi mai încolo și un aliat al Companiei Luminii din care făceau parte și părinții lui Bloom), dar care nu a putut fii de foarte mult folos.
Întoarsă pe Pământ, Bloom este vizitată de spiritului surorii ei Daphne, care îi împrumută lui Bloom masca ei pentru a putea să vadă Dominoul înainte de invazia lui Valtor și a celor trei vrăjitoare ancestrale. Călătoresc până în dimensiunea Obsidian, unde Bloom descoperă o răutăcioasă vrăjitoare, numită Mandragora, că nevasta lui Oritel a fost absorbită înăuntru spadei pe care Hagen o forjase la propriu pentru un rege demn de Domino. Cu toate acestea, numai un rege ar putea să elibereze spada și să restaureze pacea în întreg regatul.
Spre surpriza lui Bloom, Sky se dovedește a fi noul rege de pe Eraklyon, demn de a salva regatul. În ciuda faptului că tatăl său abdicase tronul, el este capabil de eliberarea spadei lui Oritel și a soției lui, Marion, care a revenit la forma umană și îi permite lui Bloom să-și completeze de-a dreptul Enchantix ei. La urmă, Sky îi propune o căsătorie pe Bloom, și ea acceptă aproape de îndată. Cu toate acestea, prin distrugerea dimensiunii Obsidian, fără să știe că a eliberat și pe cele trei vrăjitoare ancestrale dar, și pe descendente lor care se dovedesc a fii cele trei Trix. 

### Sezonul 4
În acest sezon, apar niște antagoniști răutăcioși cunoscuți ca Vrăjitorii Cercului Negru, care sunt aproape de finalizarea misiunii lor. Winx, și pentru și de acea trebuie să revină pe Pământ, trebuie să obțănă o nouă puterea, Believix, să-și recâștige credința oamenilor în magie și zâne. Însă și data aceasta ele vor avea mai multe surprize. 
Zânele vor trebui să păstreze armonia de pe Pământ, să apere crezurile în magie ale umanității și vor trebuie să oprească și răzbunarea zânelor terestre. Acesta misiune va mult mai ușoară de sus la capăt cea de a șaptea Winx: Roxy, ultima zână de pe Pământ.

### Winx Club II: Aventura magică
Alfea celebrează începutul unui nou an școlar în ansamblu cu Turnul norilor. Zânele Clubului Winx, cu excepția lui Bloom, sunt de asemenea prezente. Cu toate acestea, și pe neașteptate, sărbătoarea este întreruptă de Icy, Darcy și Stormy, vrăjitoarele Trix. Cele cinci Winx prezente, fără Bloom, se văd obligate să pună capăt dezastrului creat de Trix, care, după ce au ruinat sărbătoarea, fură o busolă puternică care revelează un mare secret magic, sustrasă de Darcy în căldura bătăliei. Între timp, Bloom se găsește pe Domino, trăindu-și viața nouă ca prințesă cu părinții ei biologici, regele Oritel și regina Marion, și cu sora ei Daphne, recuperându-și timpul pierdut. Din nefericire, cele Trei Vrăjitoare Ancestrale revin împotriva zânelor Winx, și pentru ghinionul lui Bloom, Erendor, tatăl lui Sky, îl interzice pe fiul său să se căsătorească cu ea din cauza unui obscur secret care se găsește pe planeta Eraklyon, care desigur nu-l menționează. Și cu ajutorul lui Trix, cele Trei Vrăjitoare Ancestrale sunt capabile să găsească Pomul Vieții care menține în echilibru energia pozitivă și negativă a magiei. Cu o vrajă puternică, rup acest echilibru și absorb toată energia pozitivă din dimensiunea magică. Bloom, celelalte Winx și Sky merg la Gardenia (pe Pământ), unde descoperă ce s-a întâmplat cu Pomul Vieții într-o comunicare cu Faragonda. Bloom și prietenele ei se află vulnerabile fără puteri. Oare vor putea Winx să restaureze magia în univers?

### Sezonul 5
De data asta Winx au parte de noi aventuri și anume sub apă, unde Winx vor trebuie să se confrunte cu vărul Laylei, numit Tritannus, care vrea să guverneze toată dimensiunea magică alături de Trix. Puterea Believix nu este suficient de puternică sub apă și, ca urmare, Winx încep o căutare pentru a obține antica putere Sirenix pentru a putea intra în Oceanul Infinit. Pentru a reuși, obțin înainte o putere precedentă, Harmonix. Minunate creaturi marine numite Selkie le ajuta pe zânele Winx în această misiune imposibilă și chiar va avea niște schimburi în acest sezon. Vor putea să salveze dimensiunea magică și să evita ca Tritannus se devină în împăratul răutăcios al Oceanului Infinit?

### Winx Club III: Misterul abisului
Trix s-au întors: ele vor să stea în Tronul Împăratului pentru a reclama puterea sa mare. Dar Trix din greșeală o evocă pe Politea. Nimfa răutăcioasă aflată încă în viață și este pregătită pentru a face un pact cu cele trei vrăjitoare. Ea le spune că trebuie ca mai întâi să activeze Tronul Împăratului. Însă, Trix trebuie mai întâi să-l să elibereze pe Tritannus din Dimensiunea Uitării, dar înainte de asta, au nevoie de o forță vitală unui rege, iar Trix s-au gândite la Sky, Regele de pe Eraklyon, și mai ales, logodnicul lui Bloom.
Trix apar în Gardenia (pe Pământ), unde Bloom și Sky petrec o zi împreună. Cele trei îi atacă pe cei doi, iar Bloom nu poate face nimic în legătură cu asta și astfel încât Trix îl sechestrează pe Sky și îl duc în Oceanul Infinit. Cele trei vrăjitoare reușesc să-l elibereze pe Tritannus și își conving fostul aliat, să li se alăture lor din nou pentru a reuși să obțină puternica Perlă a Adâncurilor. Între timp, Winx împreună cu Bloom decid să meargă să-l salveze pe Sky.
Cum vor reuși să supraviețuiască în închisoarea teribilă din Dimensiunea Uitării? Cum vor putea să-l oprească pe Tritannus și aliatele sale în reciful de corali? Nu numai vor lupta pentru a-l elibera pe Sky, dar vor trebui să facă față și dezechilibrului din Oceanul Infinit. 

### Sezonul 6
O vrăjitoare de pe Pământ numită Selina, se alătură Turnului Norilor și prezintă o enigmatică carte cu cea care poate să aducă lucruri și creaturile ipotetice la realitate. Trix, apoi asaltului lor și cuceririi Turnului Norilor, s-au interesat de această carte, și nu au avut nicio problema să o convingă pe Selina să li se alăture. Winx trebuie să lupte cu aceste vrăjitoare din nou, dar și-au pierdut puterile într-o luptă cu excepția lui Bloom, fiindcă Flacăra Dragonului nu poate fi stinsă; și Bloom trebuie să împartă Flacăra Dragonului între prietenele sale pentru a crea o nouă, uimitoare și de nestins putere numită Bloomix. Mai târziu, Bloom obține și ea puterea Bloomix după ce a căzut în vârtejul de flăcări.

### Sezonul 7
Winx se reîntorc și de data această fiecare zână va avea un animal care are un talent special, necesar pentru echilibrul universului magic. Noua aventură a zânelor Winx va fi să descopere adevărata importanță a unor animale magice care mențin echilibrul dimensiunii magice, dar și să le salveze de Kalshara, o malignă metamorfozată, și de fratele ei neîndemânatic Brafilius. Tema de animale în pericol se repetă pe parcursul acestui sezon în timp ce Winx creează un parc pentru animale pe Pământ, unde ele caută animale vulnerabile și în pericol de extincție, ca urși panda și tigri. Astfel fetele se îmbarcă într-o aventură în dimensiunea magică și pe Pământ pentru a-i face oamenii să conștientizeze importanța animalelor în ecosistem, dar și frumusețea acestora. În cele din urmă acest lucru va duce la misiunea lor finală: să descopere puterea superioară a animalelor magice care are sub control despre animalele din toată dimensiunea magică.

### Sezonul 8
Winx se reîntorc într-o aventură cosmică care le va duce la cele mai îndepărtate zone ale universului magic pentru a salva stelele, care sunt în pericol. Twinkly, un Lumen de pe planeta Lumenia, este trimisă de Regina Lumeniei pe Alfea unde le spune zânelor Winx ca Regina Dorona și Dimensiunea Magică au nevoie de ele. Zânele ajung pe Lumenia unde primesc o nouă putere spațială, Cosmix. Winx împreună cu noi aliați descoperă un dușman vechi, Valtor, s-a întors și este în spatele problemelor din univers. Valtor s-a aliat cu Obscurum, fratele Doronei care a devenit rău și acum vrea să fie noul rege de pe Lumenia cu ajutorul unor creaturi numite „Staryummy” care absorb lumina nucleelor stelare. Vor reuși Winx să salveze Lumenia? Vor salva Dimensiunea Magică? Cum a scăpat Valtor?

## Lumea Winx

### Sezonul 1
În Lumea Winx, fetele încep o zi prin lume într-o căutare pentru tinerii talentați în diferite ari precum ar fi arte, muzică sau știință. Cu participanții programului TV WOW!, Winx trebuie să călătorească prin lume într-o misiune secretă: să transforme visele copiilor talentați în realitate! Băieții și fetele pe care îi găsesc, și-au propria magie, și zânele Winx sunt încântate. Cu acest nou tip de magie, pericolul nu întârzie, și Bloom și prietenele ei găsesc un nou și periculos mister de rezolvat.

### Sezonul 2
Winx primesc o misiune de la Gardianul Lumii Viselor să salveze Țara de Nicăieri, deoarece toate zânele nu vor mai exista și nici dorința de-a mai visa. Puterea lor Dreamix evoluează în Onyrix, care le face pe fetele Winx de neînvins. Oare Winx vor salva Țara de Nicăieri? Oare Winx o vor face pe Clopoțica din nou bună?

## Personaje

### Winx
- Bloom: Și-a descoperit puterile magice când a venit în ajutorul unei alte zâne, Stella. Puternică și grijulie, este mereu valabilă când vine vorba să-și ajute prietenele. Puțin după ce a ajuns la Alfea, ea a descoperit că puterile ei își au originea de la antica Flacără a Dragonului. Ea este prințesa și supraviețuitoarea planetei Domino, locul ei de naștere. Ea deține un iepuraș numit Kiko. Zânișoara ei protectoare este Lockette, zânișoara portalurilor. Animăluțul ei magic este Belle, o oiță verde și albă. Ea este iubita lui Sky, cu toate ca ei s-au certat de câteva ori, și Sky a făcut-o pe Bloom să creadă ca nu-o mai iubește: În sezonul 1 când a aflat că Sky nu era Brandon și era iubitul Prințesei Diaspro, ea pleacă pe Pământ, dar se întoarce convinsă de Stella. Ea află că poate deveni cea mai puternică zână din univers pentru ca ea deține Flacăra Dragonului, creatorul universului. Cea mai bună prietenă a ei este Stella.
- Stella: Este o fată destul de vorbăreață. Ține să fie spontană și urăște planurile făcute pentru o perioadă lungă de timp. Stella este destul de infamă printre studentele de la Alfea după ce a aruncat în aer un laborator și a fost ținută în spate un an; astfel fiind mai mare cu un an decât celelalte membre Winx. Ea are puterea soarelui și a lunii deoarece mama ei reprezintă luna și tatăl ei reprezintă soarele. Este prințesa Solariei, locul ei de naștere. Părinții ei sunt divorțați, iar ea își dorește ca ei să se împace, așa cum este dovedit în sezonul 3. Zânișoara ei protectoare este Amore, zânișoara iubirii. Ea este iubita lui Brandon, și cea mai bună prietenă a lui Bloom. Ele devin prietene în primul episod al sezonului 1 când Bloom o salvează pe Stella de căpcăunul Nut. Nu s-au certat niciodată. La sfârșitul sezonul 1 ea a aflat cu dezamăgire că Sky este Brandon și Brandon este Sky. În sezonul 4, Stella se ceartă cu Brandon când Mitzi îl place pe Brandon. Își descoperă puterile Enchantix după ce își salvează tatăl la petrecerea dată de Sky pe Eraklion. Urăște morcovi, cum este dovedit în sezonul 5, când Brandon îi aduce sucul pe care Roxy îl pregătise pentru Kiko.
- Flora: O fată foarte miloasă și sensibilă cu o pasiune pentru natură și viață. Fericită și inteligentă, este mereu o dulce și loială prietenă care nu crede în rănirea altora sau a naturii. Este extrem de atașată de plante și natură astfel, camera ei seamănă cu o seră. Puterea ei este natura, care o ajută să folosească plante în atacurile ei și prădători naturali să extermine dăunătorii. Planeta ei este Linphea iar zânișoara ei este Chatta, zânișoara bârfelor. În cel de-al treilea sezon este dezvăluit că are o soră numită Miele. Ea este iubita lui Helia. Își descoperă puterile de Enchantix când o salvează pe sora sa Miele din apa contaminată de Trix. Ea este singura membră a grupului care nu s-a certat cu iubitul său (în cazul ei, cu Helia). Prietena ei cea mai bună este Layla cu toate că în sezonul 1 pare a fi foarte bună prietenă cu Mirta. Colega ei de cameră este Bloom.
- Musa: Este o fata căreia îi place stilul rap în sezonul 1. Vine de pe planeta Melodie, cu toate că are similarități chinezești. În sezonul 2, Riven îi dovedește Musei că ea este cea pe care o iubește cu adevărat când în episodul 15 o ajută pentru a-și salva tatăl și în episodul 26 se sacrifică pentru ea apărând-o de Lordul Darkar. În sezonul 3, Musa își face o schimbare a look-ului. Tot în sezonul 3, Musa aproape se desparte de Riven, însă ei doi se împacă după ce Riven a făcut o neînțelegere și l-a atacat pe Ophir (Nabu) crezând ca a sărutat-o pe Musa. Atunci Musa vede că Riven s-ar arunca și în foc pentru ea. În sezonul 4, Musa și Riven se ceartă din cauza unui manager însă se reîmpacă în episodul 19 după ce Musa îl vede pe Riven după foarte mult timp. Musa este iubita lui Riven. Musa se înțelege bine cu toată lumea, însă cel mai mult ține la prietenia cu Tecna.
- Tecna: Zâna tehnologiei, este rece și distantă, documentată, mereu misterioasă, iar prezența ei este cu adevărat puternică, reușind să se afirme întotdeauna prin personalitatea ei puternică. Ea este pe jumătate android jumătate om și vine de pe planeta Zenith. Ea are o relație cu Timmy cu toate că s-a certat cu el ca și alte cupluri din Winx: în sezonul 2, când nu le atacă pe Trix. Zânișoara ei protectoare este Digit, zânișoara tehnologiei. Prietena ei cea mai bună este Musa, ea fiind colega de camera a Musei. Puterea ei se leagă mai mult s-au mai puțin cu tehnologia. Își descoperă puterile de Enchantix când se sacrifică pentru locuitorii Androsului.
- Layla: Este inventivă și creativă. Ea se alătura Clubului Winx în sezonul 2 când ajunge la Alfea. Zânișoara ei este Pif, zânișoara viselor dulci, care este total opusă Laylei. Ea mai este numită și Aisha în multe dublaje. Este prințesa Androsului, ea fiind o maestră a etichetei, toată viața studiind eticheta. Puterea ei are legătura cu Morphixul. Își descoperă puterile pe Andros când în loc să-și dorească să vadă (ochii i-au fost luați de Valtor) și-a dorit ca mama prietenei ei să trăiască. Ea este prima care și-a descoperit puterile Enchantix. Ea este timidă, mai ales în sezonul 2 când crede că locul ei nu este în Winx în urma replicii spuse de Stella. Iubitul ei este Nabu (Ophir), și apare în sezonul 3 când o salvează pe Layla de furia lui Valtor, dar în sezonul 4 moare pentru a salva zânele de pe Pământ. La început ea este ostila față de el, dar își dă seama ca o iubește cu adevărat. Pasiunea ei e sportul, mai ales cele extreme.
- Roxy: Este zâna animalelor, prietenoasă și emotivă. Apare în sezonul 4. Zânelor Winx li s-a dat misiunea de a-o proteja de vrăjitorii Cercului Negru. Tatăl ei deține barul Frutty Music și le da băieților un loc de muncă. Atunci fiecare a născocit nume noi Sky (Smiley), Brandon (Brandy), Timmy (Jimmy), Riven (Biven), Helia (Alya), și Nabu (Bubu). Ea a descoperit cu tristețe ca este o zână, zânele Winx având ceva bătaie de cap explicându-i cine este. Puterea ei are legătură cu animalele. La sfârșitul sezonului 4 ea acceptă să vină la Alfea. Animalul ei de companie este un câine numit Arthur, care la mijlocul sezonului 4 a început să vorbească dându-i sfaturi nespus de înțelepte. Cea mai bună prietenă a ei este Bloom, deoarece Gardenia este orașul amândurora.

### Specialiști
- Sky: Tânărul prinț al Eraklyonului. Acesta are o relație cu Bloom. Acesta este unul din cei mai buni specialiști de la Fântâna Roșie. Este cel mai bun prieten al lui Brandon. Mare parte din sezonul 1 el a fost Brandon iar Brandon a fost Sky deoarece voia o viață de copil normal și voia să-i zăpăcească pe Yoshinoya. Deoarece o iubea pe Bloom a refuzat să se căsătorească cu Diaspro (aleasă de părinții săi). În sezonul 2 el este aproape omorât de Icy dar este vindecat de Bloom. Este înalt și blond și a devenit rege în filmul „Winx Club: Secretul regatului pierdut”. Dintre Winx, ca amic, se înțelege cel mai bine cu Musa.
- Brandon: Este ajutorul prințului Sky. Identitatea lui se dezvăluie spre sfârșitul sezonului 1, deoarece el și Sky și-au schimbat rolurile. Brandon are o relație cu Stella și este moștenitorul prințului Sky. Când în sezonul 3 descoperă că Stella a fost transformată în broască, o acceptă. În sezonul 2 prințesa Amentia vrea să-l ia de soț, însă Stella a ajuns la timp pentru a-l salva. Este înalt, musculos și culoarea părului său este șaten. Dintre Winx, ca amic, se înțelege cel mai bine cu Bloom.
- Riven: Este un tip simpatic, dar foarte gelos, astfel de fiecare când o vede pe Musa cu un alt băiat/bărbat face un mare tam-tam. În sezonul 1, Riven s-a alăturat de partea Trix. Când Trix nu mai au nevoie de ajutorul lui îl aruncă într-o temnița. Riven îi cere sfatul doamnei Griffin, însă este nevoit să se arunce pe geam deoarece este atacat. Revine de partea băieților buni când îl salvează pe prințul Sky de o orătanie. În sezonul 2, Riven și Musa au primul sărut, după ce Riven o salvează pe Musa de puterea mâniosului Lord Darkar. Riven o place pe Musa și încep o relație adevărată de abia la sfârșitul sezonului 2. Prietenul lui cel mai bun este Nabu. În sezonul 3, Helia îi spune că dacă nu o să se trezească la timp o va pierde pe Musa…
- Helia: Nepotul lui Saladin. Apare în sezonul 2 legând astfel o relație cu Flora. În sezonul 4 este un pic modificat, părul lui fiind scurtat. De cele mai multe ori apare la țanc pentru a-o salva pe Flora. El este mult mai mare decât ceilalți specialiști deoarece el a părăsit școala după ce a fost cel mai bun de acolo, dar în sezonul 2 când le întâlnește pe „steluțele de la Alfea“ acesta se înscrie în echipa lui Sky. El se pricepe la desen, talent dovedit când a desenat-o pe Flora după ce doar s-a uitat la ea, dar și la poezii. Cel mai bun prieten al lui este Timmy. Numele lui înseamnă soare în greaca veche.
- Timmy: Un tânăr pasionat de tehnologie, este geniul grupului. El face parte dintr-o lungă linie de oameni de știință. Are o relație cu Tecna. În sezonul 3 când descoperă că Tecna a dispărut îl apucă plânsul dar e consolat în mod straniu de Riven. Tot acesta este cel care o găsește. E cel mai bun prieten al lui Helia. La fel ca și Tecna, el iubește tehnologia și de aceea aceasta pasiune îi unește. De asemenea el este un pilot și un mecanic foarte bun.
- Nabu (Ophir): Apare în sezonul 3 salvând-o pe Layla de furia lui Valtor. Un om nobil l-a născut pe Nabu în Andros. El este iubitul Laylei și a plecat de pe planeta sa de origine pentru a vedea cine îi va fi soție. De aceea el călătorește sub numele de Ophir. El nu i-a spus Laylei adevăratul său nume decât după ce a fost sigur ca ea îl iubește. Nabu se sacrifica și moare pentru a salva zânele de pe Pământ (sezonul 4) de furia Vrăjitorilor Cerului Negru. După incidentul cu Riven aceștia devin cei mai buni prieteni. Nabu este vrăjitor la fel ca și Saladin. Înfățișarea lui se modifică un pic în sezonul 4.
- Roy: Un nou Specialist care apare în sezonul 5. Roy lucrează pentru tatăl Laylei, regele Teredor. El dirijează un iaht cu care zânele Winx pot să călătorească prin orice mare în dimensiunea magică în timpul căutării lor pentru Sirenix, numit „Exploratorul Mărilor”. Are sentimente pentru Layla. Roy are părul blond obscur și ochi gri. Are un pic de magie, pe care o numește „Aură de Triton”. În sezonul 6, de asemenea, Roy apare și ar putea să-l substituie pe Nabu ca iubitul Laylei. Roy, ceilalți Specialiști și Winx (cu excepția lui Bloom) ajung până pe Domino pentru petrecerea renașterii lui Daphne. În petrecere, Specialiștii le ajută pe Winx când Domino a fost invadat de Bestia Profunzimilor pe care Trix au trimis-o. Mai târziu, Roy și Specialiștii au o formație de bătălie la școala de pe Linphea, și el primește o nouă armă: o spadă verde care îi permite să absoarbă razele. Roy devine foarte gelos când un băiat numit Nex, care este oponentul său, încearcă să o seducă pe Layla.
- Nex: Un Paladin care apare în sezonul 6. Este arătat ca cineva orgolios, și luptă cu Roy pentru a câștiga iubirea Laylei. Dar pe parcursul sezonului Nex se schimbă, și Layla se îndrăgostește de el. Într-un episod când un pirat zombi îl va ataca, Layla îl atacă și când un pirat zombi îl va ataca pe Roy, Nex atacă piratul zombi salvându-l pe Roy. Într-un alt episod din acest sezon, Nex și Layla fac o plimbare care îi unește pe amândoi.
- Thoren: Un Paladin care apare în sezonul 6. Este vărul lui Sky, și s-a căsătorit cu Daphne la sfârșitul sezonului 6. Thoren pare să fie un pic gelos de Sky deși sunt verișori. Dar el are un simț al datoriei și al justiției, i-a reamintit lui Sky că este aici și gata pentru a lupta împotrivă Trianților. În ciuda faptului că are un resentiment împotrivă lui Sky, este gentil, amabil și serviabil, arătat când Daphne încerca să găsească debilitatea monștrilor și el îi asigură că poate găsi tot ce vrea și chiar și găsește o carte cu informația Trianților.

### Zânișoare
- Lockette: zânișoara lui Bloom, zânișoara portalurilor și a labirinturilor. Aceasta este și cea mai timidă zânișoară. Este a doua cea mai mică zânișoară după Piff. Ea poartă o rochiță deseori roz și o coroniță care se poate transforma la nevoie într-o cheie. Ea este de asemenea sperioasă și plângăcioasă. Lockette a ajutat-o pe Bloom de multe ori în căutarea sa. Unii oameni cred ca Lockette ar avea puterea de a deschide portaluri către alte lumi.
- Amore: zânișoara Stellei, zânișoara iubirii după cum îi spune numele (Amore înseamnă în italiană „iubire”). Natura ei sensibilă este dovedită de părul roșu cu trandafiri roz și rochia ei roșie cu roz.
- Chatta: zânișoara Florei, zânișoara de bârfă, care arată oarecum ca Stella: păr lung, blond în două cozi de cal, cu un costum verde. Ea este extrem de vorbăreață și deschisă la minte și se bucură de scris urale și vorbesc doar despre tot, mai ales ea însăși. Chatta este, de asemenea, cea mai curajoasă dintre zânișoare, ca ea o dată s-au ridicat la Lordul Darkar într-un episod al sezonului 2. Flora este foarte dependentă de Chatta, ca urmare a naturii, respectiv, extrem de introvertită, dar liniștită, care se completează reciproc cu Flora. Chatta, de asemenea, încurajează Flora să-i spună lui Helia ce simte pentru el.
- Tune: este zânișoara etichetei și a bunelor maniere, chiar și atunci când strigă la ceilalți. Tune este curată, ordonată, adecvată și cu un pic de modă veche. Ea este îmbrăcată cu o rochie de stil victorian albă, albastră și mov iar culoarea părului ei este mov palid. Tune se crede o doamnă deoarece este în contrast cu zâna ei Musa care este „faimoasă” pentru ieșirile și caracterul ei băiețos. În ciuda cicălirilor lui Tune, ele fac o pereche perfectă, fiecare diminuând extremitățile celeilalte.
- Digit: zânișoara tehnologiei cum îi spune și numele. Ea este imaculată, logica precisă, matematică și nu-și arată foarte des emoțiile. Ea este îmbrăcată într-o albastră salopetă a viitorului. Ea este într-o continuă competiție cu Tecna dar cu toate acestea au o prietenie foarte strânsă pentru că au aceeași pasiune: jocurile logice.
- Piff: este un bebeluș și zânișoara viselor dulci, ce poartă o rochie roz, și o boneta cu dantelă ce o face să semene cu un bebeluș. Ea este legată de Layla și o ajută în coșmarurile ei nocturne. Ea nu poate vorbi, deci vorbește într-un limbaj al bebelușilor ce o face vulnerabilă. Ea, de asemenea, nu poate zbura, și când a fost găsită cu celelalte zânișoare, Piff a reușit să spună doar trei cuvinte: Layla, Bună și Cacao.
- Cherie: zânișoara vremii și cea nouă zânișoară înlănțuită cu Musa substituind Tune în sezonul 6. Cherie este capricioasă și imprevizibilă, dar este o zânișoară simpatică, cărui principal interes în vieții sunt ieșite de cumpărări sălbatice. Deși este foarte vane, și este generoase cu prietenele ei, împărtășind împarte tot ce are cu ele. Cherie se obosește foarte cu ușurință, prin cel care trebuie să se menține în mod constant zăbovită cu vreun lucru diferit și haios.
- Caramel: Zânișoara forței și cea nouă zânișoară înlănțuită cu Tecna substituind Digit în sezonul 6. Energice și determinate, Caramel este foarte dulci și pline de vieți, dar și este practice și știe ca se va putea să apere. Caramel este mereu deșteaptă pentru a alerga pentru bătălia pentru a ajuta prietenii ei. Ea pari să fii o zânișoară pătimașă și musculoasă în echipă.
- Athena: este păzitoarea codexului de la Fântâna Roșie. Athena poartă o rochie de zeiță greacă, deoarece numele ei vine de la zeița Athena, zeița înțelepciunii și a luptelor drepte. Ar putea fi de asemenea posibil ca Athena să aibă puterea tunetelor și a fulgerelor. De asemenea Athena este una din cele 4 cele mai puternice zânișoare din lumea magică.
- Charmy: este verișorul lui Jolly, al lui Lockette și al lui Livy. El a dispărut în Shadowhaunt.
- Concordia: este păzitoarea codexului de la Alfea. Ea este legată de arhiva magică de la Alfea deoarece codexul este printre cărți. Ea adoră sa citească. Ea are de asemenea animăluțe magice: o broască, un căluț de mare și o vulpe. Ea este una din cele mai puternice zânișoare din dimensiunea magică.
- Discordia: este păzitoarea codexului de la Turnul Norilor și se ascunde în inima turnului. Ea este aroganta, iubește moda și este de mărime medie. Ea este de asemenea cea mai puternică dintre zânele protectoare deoarece locuiește în inima turnului.
- Ninfea: este liderul satului zânișoarelor. Ea este gardianul satului și mama tuturor zânișoarelor. Ea adoră să se joace cu zânișoarele dar de cele mai multe ori stă în alertă. Ea este foarte amabilă și poartă o rochie verde și un pandantiv care este de fapt codexul.
- Jolly: este zânișoara glumelor și a farselor. Ea a apărut pentru prima data în episodul 16 numit „Hallowinx”. Ea se folosește de un soi de cărți Tarot cu ajutorul cărora poate vedea viitorul. El este fratele mai mare al lui Livy. Există un zvon căruia Jolly este zânișoara lui Roxy.
- Livy: este zânișoara mesajelor, care trimite mesaje cu ajutorul unei plăci de surf. El are un obicei de a fi uituc dar ceea ce îi lipsește din memorie îi aduce în inimă. Livy nu este legat de nimeni poate din cauza taxelor sale, dar se comporta ca Layla. În sezonul 2 a dezvăluit accidental locația Codexului din satul zânișoarelor. Livy este cea mai rapidă zânișoară și este greu de prins. Unii oameni cred că ar avea puterea de super viteză.
- Zing: este zânișoara insectelor, posedă un păianjen de stimă. Ea este o maestră de deghizare, este zânișoara mai grațioase schimbând de haine tot timpul, deghizată ca Spiderman, Jack Sparrow, Dr. Octopus și Scrat. Nu este înlănțuită pe nicio zână.

### Vrăjitoarele Trix
Sunt cele mai rele, perfide, ticăloase și veșnice dușmane ale zânelor Winx. Numele „Trix” a venit în principal de la Musa pentru a le defini într-un singur cuvânt pe „vrăjitoarele lor favorite”. Trix (ca grup) sunt alcătuite din 3 malefice vrăjitoare: Icy, Darcy, Stormy.

#### Icy
O tânără descrisă foarte fermecătoare cu inima de gheață. Aceasta este cea mai nesuferită și cea mai rea persoană din acest grup. Ea urăște să fie contrazisă. Ea are puterea gheții și îi displace Bloom. Ea își dorea în sezonul 1 să ia inelul Stellei, iar după, dorea puterile lui Bloom. În sezonul 1 cea mai mare rivală a ei este Stella, dar începând cu sezonul 2 ea își dirijează ura ei pentru Bloom deoarece a pierdut lupta finală împotriva ei. Are părul lung și argintiu, strâns într-o coadă de cal. În comparație cu surorile ei, ea este un pic mai puțină agresivă decât Stormy și un pic mai agresivă decât Darcy. Ea este mereu echilibrată cu puterile ei. Ea poartă o centură cu un „İ” la mijloc.

#### Darcy
O tânără din grup care a demonstrat adesea motivul pentru care i se spune Doamna Întunericului. Ea este mult mai calmă și mai competentă decât surorile ei. Ocolită și manipulatoare, ea își folosește magia întunecată și subtilă pentru a controla oamenii. Ea este bună în a descoperi punctele slabe și a le exploata. Ziua de naștere a lui Darcy este pe 26 noiembrie. Ea a avut o pasiune pentru Riven în sezonul 1 când l-a salvat pe Riven de la un accident de motocicletă. Cu toate acestea, ea a trecut rapid peste el, și a început să-l utilizeze ca spion. Darcy a demonstrat de asemenea și o puternică putere de confuzie. Ea este de asemenea o excelentă hipnotizatoare și delicată (cum s-a observat în episodul „Ziua Trandafirului”). Ca civil ea este îmbrăcată într-o pereche de pantaloni, ochelari, pantofi cu toc, și un maiou tip Bloom. Când este vrăjitoare costumația ei este total diferită: o salopetă sau o pereche de pantaloni și o centură la mijloc cu litera „D”. Dintre zânele Winx antipatice în mod „nativ” îi sunt Musa, Tecna și Layla. Dintre specialiști îi displace pe Riven și pe Nabu.

#### Stormy
Cea mai tânără membră Trix, ea (cum îi spune și numele) are temperamentul unei furtuni. Stormy este mândră, irascibilă și oarecum imatură. Stormy este de asemenea cunoscută pentru părul ei scurt și creț asemănător cu o furtună. Dintre toate zânele Winx ea le urăște cel mai mult pe Musa și Flora. Ca civil ea este îmbrăcată într-o fustă mini, maiou tip Layla și sandale. Ca vrăjitoare ea este îmbrăcată într-o rochie (asemănătoare un pic cu a Florei doar că este mai strâmtă pe picioare și mai închisă la culoare), poartă mănuși și cizme. Ea poartă și o centură cu un „S” la mijloc. Dintre specialiști îl displace Brandon.

### Lord Darkar
Lord Darkar este Maestrul Întunericului, dușmanul principal din sezonul 2. Are două forme, una în care apare cu are o armură de culoare roșie sângerie, și cealaltă o pasăre răpitoare gigantică. Faragonda, Griffin și Saladin l-au înfrânt pe Lord Darkar într-o bătălie în trecut, dar acesta a revenit sub o altă formă. Obiectivul său este să fure cele patru bucăți ale Codexului pentru a fi mai puternic. Lord Darkar le-a salvat pe vrăjitoarele Trix din închisoarea lor (Fortăreața Luminii) și ele au devenit servitoarele acestuia. Puterile vrăjitoarelor Trix erau mult prea slăbite pentru a lupta împotriva eroilor, de aceea Lord Darkar le-a dat puterea Gloomix, abandonându-le apoi după ce a reușit să obțină cele patru bucăți ale Codexului. Însă, Lord Darkar a fost înfrânt de Specialiștii și Clubul Winx.

### Valtor
Valtor este dușmanul principal al sezonului 3. Acesta este cel de al treilea mare antagonist după Lord Darkar. Vrăjitoarele Trix sunt îndrăgostite de el. Valtor, la fel ca și Lord Darkar, a fost înfrânt de Specialiștii și Clubul Winx. El este un magician foarte puternic, care aspiră să fie cel mai puternic din Magix. El poate să transforme persoanele în monștri pentru a-l servi și le transformă în robii punându-le marca „V”. Scopul acestuia este de-a cuceri toate planetele universului. El are puterea Flamei Dragonului, la fel ca și Bloom, dar contrar față de Bloom, acesta a fost creat din partea întunecată a Flamei. El a fost robul celor Trei Vrăjitoare Ancestrale, când acestea au distrus planeta Domino. De asemenea a fost odată tovarășul doamnei Griffin în tinerețe. El i-a cunoscut pe părinții lui Bloom, Regele Oritel și Regina Marion, de Domino, care au fost mai puternici decât el. El a fost exilat în Dimensiunea Omega în ziua în care Domino a fost înfrânt.
În sezonul 8 se revelează ca Valtor nu a murit și se întoarce, dar încă nu știm de ce sau cum a supraviețuit înfrângerii.

### Vrăjitorii Cercului Negru
Vrăjitorii Cercului Negru apar numai în sezonul 4. Membrii grupării „Vrăjitorii Cercului Negru” sunt Ogron, Duman, Gantlos și Anagan. Toți poartă haine în tonuri de roșu, gri și negru. Ei sunt puternici, care în trecutul Dimensiunii Magice, au capturat zânele de pe Pământ, le-au absorbit magia și le-au ținut ostatice. Cu toate zânele capturate, oamenii au mai încetat să creadă în magie, și astfel au ajuns să creadă că zânele și magia sunt doar mituri pentru copii. Pentru a reuși deplin să obțină puterea maximă de pe Pământ, vrăjitorii sunt nevoiți să găsească ultima zână de pe Pământ. Astfel apare noul membru al Clubului Winx, Roxy.

### Tritannus
Apare în sezonul 5. El este verișorul Laylei care deoarece nu este ales rege ci fratele său, își trădează poporul distrugând încoronarea cu tridentul. Este trimis la închisoare unde le întâlnește pe vrăjitoarele Trix și se îndrăgostește de Icy. Când se revarsă în ocean poluarea toxică de pe Pământ care a ajuns până la Andros printr-un portal care conectează oceanele planetelor, el o absoarbe și se transformă într-un monstru. Apoi el și Icy vor să stăpânească universul Magic, dar Winx îl vor opri ajutate de noile lor prietene și puterile Sirenix.

### Selina
Selina este antagonista sezonului 6 împreună cu vrăjitoarele Trix. Este de pe Pământ, la fel ca Roxy. Posedă o carte numită Legendarium, cu care are capacitatea de-a aduce legendele la viață folosindu-se de magia cărții. Selina lucrează sub ordinele lui Acheron, un vrăjitor răutăcios prins în interiorul cărții Legendarium. În ultimul episod din sezonului 6, vrăjitoarele Trix sunt prinse în lumea Legendariumului, Acheron este și el prins într-o cutie pentru întotdeauna și Selina se reconciliază cu Bloom și redevine bună, fiindcă Acheron este încuiat, și decide să fie o zână lângă zâna nașă Eldora.

### Kalshara și Brafilius
Kalshara și Brafilius sunt antagoniștii care apar în sezonul 7. Sunt frați. Kalshara are o putere pentru a schimba de formă (de exemplu într-un liliac, într-un vultur sau într-un leu). Kalshara a studiat la Alfea cu Faragonda, și amândouă erau prietene. De fapt, a fost cea mai bună studentă a școlii, și cea mai bună antrenoare a animalelor magice. Dar a avut planuri mai ambițioase: de a obține puterea supremă a animalelor magice. Ea o influențează pe Faragonda pentru a fura cartea animalelor din biroul directoarei Mavila, care conține informații despre prima trecere pentru a atinge acest obiectiv. O pagină a cărții o ghidează până la o sală unde stă închisă o sursă de magie sălbatică. Kalshara absoarbe cea mai mare parte din magia sălii, fiind transformată în tot acest proces, dobândind o aparență felină. O mică parte din magia care a rămas în sală, ea o duce fratelui ei Brafilius. Aceste evenimente au făcut-o pe directoarea Mavila să facă multe schimbări în Alfea. Ea eliberează toate animalele magice, abolind obligativitatea zânelor din Alfea pentru a mai antrena sau a mai ține un animal în captivitate. Mavila șterge memoriile de la toți din școală, ca nimeni să se reamintească despre ceea ce Kalshara a făcut.

## Școlile Magix și planetele fetelor

### Alfea
Școala magică a zânelor (și singura din univers) unde fetele cu calități magice, și care doresc să devină zâne, își întâlnesc visele. Alfea se aseamănă în oarecare măsură cu un campus. Aceasta este o școală de dimensiuni uriașe, având laborator de poțiologie, cămin „Biblioteca”, și de asemenea o arhivă, unde sunt păstrate și secretele Magix-ului, și o sală de mese pajiști pline de flori. Aceasta are de asemenea și o arenă (prezentat în sezonul 2). Aici studiază cele 5 fete Winx. Profesorii sunt în mod special: Faragonda, Griselda (asistenta), WizGiz (profesorul de metamorfoza), Paladiumm, Avalon… Directoarea este Faragonda.
Poțiologie, Metamorfoză, „Magia Psihică”, curs de auto-apărare, și bune maniere… sunt printre teme complexe, predate în colegiu de profesori foarte calificați, strictă și solicitantă! Vă mulțumim pentru aceste lecții, zâne care aspiră adolescente învăța cum să folosească și de a îmbunătăți competențele lor pentru a lupta împotriva răului în numele de egalitate, fraternitate și dreptate.

### Fântână Roșie
Școala magică pentru băieți. Aici studiază cei 5 Specialiști, iubiți ai fetelor: Sky, Brandon, Riven, Timmy, și Helia. Elevii studenți aici se numesc Specialiști. Directorul de aici este un vrăjitor (bunicul lui Helia) numit Saladin. Singurul profesor văzut în afară de Saladin este Gotatorda.

### Turnul Norilor
Este școala de fete pentru vrăjitoare. Aici studiază de asemenea și Icy, Darcy, Stormy (acestea au fost alungate din turn în sezonul 1), Lucy și Mirta. Directoarea este doamna Griffin, o excelentă astrologă.

### Gardenia
Este pe Pământ, în cadrul Sistemului Solar, dar în afara dimensiunii magice. Este planeta unde Bloom crescut cu părinții ei adoptivi înainte de a veni la Alfea. Există peisaje fabuloase de pe pământ, fiecare diferite una față de alta. Exista munți foarte mari, păduri luxuriante, dar, de asemenea, uscat, deșerturi aride. Există oceanele imense unde puteți juca chiar cu delfini, și mii de flori diferite, cu mii de mirosuri diferite!
Este dificil de a defini cantitatea și varietatea de animale și plante. Practic este plin de viață, de culturi diferite și oameni care vorbesc chiar limbi diferite.

### Eraklyon
Planeta natală a lui Sky, a lui Brandon și a lui Diaspro. Prima dată când a apărut în serial a fost sezonul 2 ep. „Misiune de salvare”. Este o planeta asemănătoare Pământului, doar că foarte împânzită de Ninja.

### Solaria
Este planeta natală a Stellei. Este singura planetă care nu a curs nicio picătura de ploaie. Este o planetă renumită pentru soarele veșnic. Prima data a apărut în serial cu ocazia sezonului 3, când Stella s-a dus la o petrecere.

### Domino
Este planeta natală a lui Bloom. Aceasta a fost în trecut o planetă diafană (cum ni se arata filmul „Secretul Regatului Pierdut”), dar acum este o planeta plina de zăpadă (sezonul 1 ep. 21) sau foarte aridă (sezonul 1 ep. 10). În Secretul Regatului Pierdut, parcă ar fi un glob de gheață.

### Melodie
Este planeta natală a Musei. Pe aceasta planeta domnește prințesa Galatea, salvată în ep. 10 din sezonul 3 de Musa dintr-un incendiu. De atunci, Galatea îi este recunoscătoare Musei și una dintre prietenele foarte bune. În acest loc, divina melodie este regina. Toți de pe această splendidă planetă au similarități chinezești. A apărut în serial în primul sezon, în episodul „Dușmanul din umbra”, în visul Musei cu mama sa.

### Andros
Planeta natală a Laylei și a lui Nabu. Aici totul pare să fie o întindere nemărginita de ape. Locuitorii acestei cetăți, sunt prietenoși cu sirenele. A apărut pentru prima data în sezonul 3.

### Zenith
Planeta natală a Tecnei. Nu ne este prezentata foarte bine (de fapt știm mai multe despre Roxy decât despre Tecna) dar ni se arata în sezonul 1 atunci când Tecna a avut acel vis.

### Linphea
Planeta natală a Florei. Este o planetă foarte împădurită (asemănătoare într-un fel junglei Amazoniene). Acolo lumea nu-și imaginează alta viață exceptând pe cea în care oamenii sunt atașați de natura (asa se explica și atașamentul Florei față de orice înseamnă plantă). A apărut prima data în sezonul 3.

### Piatra întunecată
Nu este o planta propriu zisă, dar apare în cartea Halloween în Magix, ca fiind o planetă a lui Jonas (care a fost în respectiva carte foarte atașat de Layla). Aceasta planeta nu este foarte departe de Pământ, bunica lui Jonas (care este de asemenea și Bunica lui Bloom, deci Bloom și Jonas sunt verișori) putând călători dintr-o parte în alta fără prea mari probleme.

### Satul zânișoarelor
Este satul celor mai mici și mai draguțe zânișoare din Univers. Deși locația satului nu ne este arătată cu prea mare precizie, aici locuiesc cele 7 zânișoare cunoscute ale zânelor, și protectoarele Codexurilor (3). Aici se găsește de asemenea și pomul Magix-ului. Dacă copacul se ofilește, magia dispare (el fiind jumătate ofilit și jumătate veșnic verde (apare în Winx Club: Aventura Magica).

## Dublajul în limba română

### Versiunea pentru DVD,TVR 2șiJetix
Dublajul în limba română a fost realizat de studioul Empire Video Production.
- Dora Ortelecan-Dumitrescu - Stella, Lockette, Stormy, Grifiin, Mandragora[necesită citare]
- Silvia Gâscă - Musa, Flora, Icy, Faragonda, Chatta[necesită citare]
- Carmen Palcu - Bloom, Layla, Darcy[necesită citare]
- Rădița Roșu - Tecna, Daphne (primul film)[necesită citare]
- Ernest Fazekaș - Sky, Riven, Helia[necesită citare]

### Versiunea pentruNickelodeon
Dublajul a fost realizată în studiourile Fast Production Film.
- Alexandra Radu - Bloom (sezonul 3-5, sezonul 6 ep 14-sezonul 7)
- Alexandra Murăruș - Bloom (sezonul 6 - episoadele 1-13)
- Xing Elena Ling - Flora (sezoanele 3-5)
- Alina Teianu - Flora (sezonul 6-7)
- Raluca Botez - Layla, Daphne (sezonul 3-5)
- Luiza Ionescu Cobori - Stella (sezonul 3-4 și 9 episoade din sezonul 5)
- Lucia Ristea - Stella (sezonul 5 ep 1-16)
- Carmen Lopăzan - Stella (sezonul 6-7)
- Andreea Gaica - Musa, Diaspro, Marion
- Irina Dumitrescu - alte voci
- Cătălina Chirțan - cântece (sezonul 7)
- Irina Drăgănescu - Tecna (sezonul 3-5, 7)
- Livia Pop - Roxy (sezonul 4-5)
- Tamara Roman - Tecna (sezonul 6), Roxy (sezonul 7)
- Adina Lucaciu - Daphne (sezonul 6)
- Ana-Maria Vlad - alte voci
- Dan Lupu - Sky
- Constantin Lupescu - Brandon
- Cristian Niculescu - Timmy
- Doru Cătănescu - Riven
- Viorel Ionescu - Helia
- Gabriel Velicu - Nabu
- Cătălin Rotaru - Nex
- Ionuț Ionescu - Roy, Lordul Darkar, Valtor, Tritannus, Mike, Naratorul, alte voci
- Vlad Corbeanu - alte voci
- Marin Fagu - alte voci
- Alexandru Gheorghiu - alte voci
- Silvia Gâscă - Icy
- Anca Iliese - Darcy, Niobe, cântece (sezoanele 3, 5 și 6)
- Olimpia Mălai - Griselda, Vanessa
- Diana Dimitrovici - alte voci
- Andra Bârleanu - alte voci
- Izabela Drăghici - alte voci
- Maria Obretin - Griffin
- Eliza Pauna - Alte voci

- Traducător: Andreea Dragnea

- Regia: Alexandra Radu

- Inginer de sunet: Ovidiu Mitrica, Claudiu Bodrug (sezonul 3-4) și Adrian Venete

### Versiunea pentru Winx Club II: O aventură magică
Dublajul în limba română al celui de-al doilea film a fost realizat de Shining Light Studios.
Au dublat actorii:
- Alexandra Ghiculescu
- Bogdan Pătrașcu
- Christiana Enache
- Sorin Niculescu
- Cristopher Chiriță
- Irina Constantin
- Claudia Elçi
- Ana Manea
- Catrina Tufănoiu
- Mădălina Manea
- David Elçi
- Natalia Marin
- PigMachine
- Antonia Manea
- Radu Negoescu
- Raluca Botez
- Amira Al-Musawi
- Angela Stoian
- Sena Akyuz

Echipa tehnică:
- David Elçi - regia și adaptarea
- David Elçi, Sena Akyuz, Tony Garcia - ingineri de sunet

### Versiunea pentru Winx Club III: Misterul abisului
Dublajul în limba română al celui de-al treilea film a fost realizat de Shining Light Studios.
Au dublat actorii:
- Andreea Cimpoeru - Omnia
- Claudia Elçi - Tecna, Politea
- Claudiu Dinulescu - Darcy
- Cristina Blaga - Serena
- David Elci - Bloom, Griselda
- Lavinia Biolan - Aisha, Icy
- Longin Blaga - Wizgiz
- Lumi Nemeș - Stella
- Narin Elçi - Desiryee
- Raluca Nicolae - Musa
- Sebastian Olaru - Sky, Tritannus
- Ștefania Călăuz - Flora, Stormy

Au cântat:
- Acelishous, David Elçi - Noi Suntem Winx
- Andreea Cimpoeru - Magia e în eter
- Sena Akiuz - Magia Sirenix

Echipa tehnică:
- David Elçi - Regizor și traducător
- Gökdeniz Babadağ - Inginer de sunet

## Difuzare internațională
| Țară                       | canal                                                                    |
| -------------------------- | ------------------------------------------------------------------------ |
| Italia                     | Rai 2, Rai 1, RaiSat Ragazzi, RaiSat Smash, Rai Gulp, DeA Kids, Rai YoYo |
| Franța                     | Nickelodeon, France 3                                                    |
| Spania                     | Nickelodeon, Cartoon Network, Telecinco, Clan TVE, Disney Channel        |
| Portugalia                 | Nickelodeon, RTP1, RTP2, TVI, Canal Panda                                |
| Grecia                     | Nickelodeon, Alter Channel                                               |
| Statele Unite ale Americii | Nickelodeon, Nick Jr., Nicktoons, TeenNick, 4Kids TV, Miguzi             |
| Germania                   | Nickelodeon, RTL II                                                      |
| Polonia                    | Nickelodeon, Minimax, ZigZap, Teletoon+                                  |
| Țările de Jos · Belgia     | Nickelodeon                                                              |
| Brazilia                   | Nickelodeon, Cartoon Network                                             |
| Australia                  | Nickelodeon, Cartoon Network                                             |
| România                    | Nickelodeon, Jetix, TVR 2                                                |
| Ungaria                    | Nickelodeon, Jetix, RTL Klub , TeenNick                                  |
| Rusia                      | Nickelodeon, СТС Мedia, Gulli                                            |
| Serbia                     | Nickelodeon, TV Košava, Happy TV                                         |
| Bulgaria                   | Nickelodeon, Nova Television, Super7                                     |